# Фольварк (Гнезненський повіт)
Фольварк (пол. Folwark, нім. Folwark, 1939-45: Meyershufen) — село в Польщі, у гміні Вітково Гнезненського повіту Великопольського воєводства.
Населення — 155 осіб (2011).
У 1975-1998 роках село належало до Конінського воєводства.

## Демографія
Демографічна структура станом на 31 березня 2011 року:
|          | Загалом | Допрацездатний вік | Працездатний вік | Постпрацездатний вік |
| -------- | ------- | ------------------ | ---------------- | -------------------- |
| Чоловіки | 78      | 11                 | 58               | 9                    |
| Жінки    | 77      | 18                 | 47               | 12                   |
| Разом    | 155     | 29                 | 105              | 21                   |